# Herostratisk berømmelse
|  | Sammenskrivningsforslag Artiklen Herostratisk berømmelse er foreslået føjet ind i Herostratos. (Siden juni 2017) Diskutér forslaget |

At være herostratisk berømt vil sige at have vundet berømmelse af negative grunde. Følgende eksempler illustrerer begrebet:
- Fodboldspilleren Jesper Olsen er herostratisk berømt for sin tilbagelægning, som blev opfanget af spanske Emilio Butragueño, der scorede og lagde grunden til Danmarks 1-5 nederlag ved VM i fodbold 1986.
- Neville Chamberlain er herostratisk berømt for efter sit møde med Hitler kort før 2. verdenskrig at proklamere: Fred i vor tid

Ordet er udledt af det græske sagn om Herostratos, der var så ivrig efter at blive berømt, at han satte ild til Artemistemplet i Efesos.